# Ла-Пас (департамент Сальвадора)
Ла-Па́с (исп. La Paz) — один из 14 департаментов Сальвадора. Находится в центральной части страны. Граничит с департаментами Сан-Висенте, Кускатлан, Сан-Сальвадор и Ла-Либертад. С юга омывается Тихим океаном. Административный центр — город Сакатеколука.
Образован в 1852 году.
Площадь — 1224 км².
Население — 308 087 чел. (2007).

## Муниципалитеты

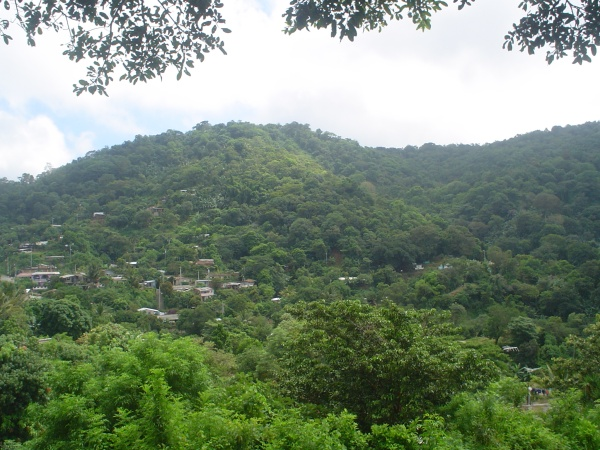
Сан-Франциско Чинамека

1. Верапас
2. Куиултитан
3. Мерседес-ла-Сеиба
4. Олокуилта
5. Параисо-де-Осорио
6. Сакатеколука
7. Сан-Антонио-Масауат
8. Сан-Емигдио
9. Сан-Луис-Ла-Эррадура
10. Сан-Луис-Тальпа
11. Сан-Мигель-Тепезонтес
12. Сан-Педро-Масауат
13. Сан-Педро-Нонуалько
14. Сан-Рафаел-Обрахуэло
15. Сан-Франсиско-Чинамека
16. Сан-Хуан-Нонуалько
17. Сан-Хуан-Тальпа
18. Сан-Хуан-Тепезонтес
19. Санта-Мария-Остума
20. Сантьяго-Нонуалько
21. Тапальуака
22. Херусален
23. Эль-Росарио